# Linyi Shubuling Airport
Linyi Shubuling Airport är en flygplats i Kina. Den ligger i provinsen Shandong, i den östra delen av landet, omkring 220 kilometer sydost om provinshuvudstaden Jinan.
Runt Linyi Shubuling Airport är det tätbefolkat, med 659 invånare per kvadratkilometer. Närmaste större samhälle är Linyi, 6,2 km väster om Linyi Shubuling Airport. Trakten runt Linyi Shubuling Airport består till största delen av jordbruksmark.
Genomsnittlig årsnederbörd är 1 023 millimeter. Den regnigaste månaden är juli, med i genomsnitt 314 mm nederbörd, och den torraste är januari, med 8 mm nederbörd.